# Affaire SNC-Lavalin

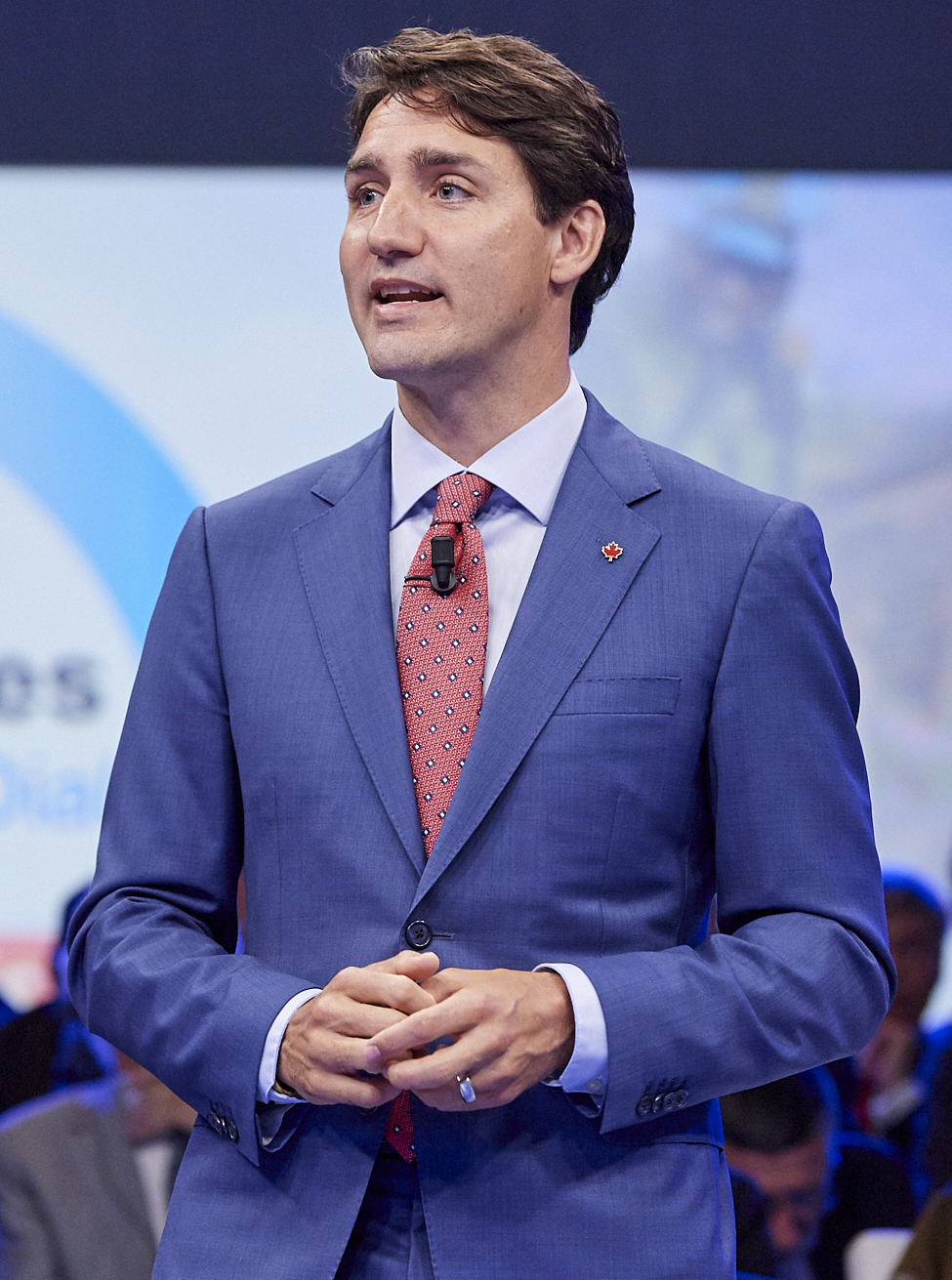
Le Premier ministre du Canada Justin Trudeau, en 2018.

L'affaire SNC-Lavalin est une affaire politique où le premier ministre Justin Trudeau et son entourage sont accusés d'avoir exercé des pressions sur la ministre de la Justice et procureure générale Jody Wilson-Raybould pour qu'elle n'intervienne pas dans une procédure en cours concernant SNC-Lavalin.
Le comité de la justice de la Chambre des communes enquête sur les allégations d'ingérence politique tandis que la commissaire aux conflits d’intérêts et à l’éthique enquête pour savoir si Justin Trudeau a personnellement contrevenu à l'article 9 de la Loi sur les conflits d'intérêts.

## Contexte
SNC-Lavalin est accusé de corruption avec des responsables libyens entre 2001 et 2011 dans l'objectif de gagner des contrats. Une condamnation pénale empêcherait la firme, qui est l'un des principaux employeurs privés du pays, de conclure tout contrat public pendant 10 ans au Canada, ce qui menacerait son avenir économique.

## Conséquences
La ministre Jody Wilson-Raybould perd son poste de ministre de la Justice pour celui des Anciens combattants. Elle démissionnera peu après. La présidente du Conseil du Trésor, Jane Philpott quittera elle aussi son poste par solidarité envers Wilson-Raybould. Les deux seront expulsées du cabinet par Justin Trudeau. Justin Trudeau va aussi perdre un proche collaborateur, Gerald Butts (en).

## Réaction politique
Andrew Scheer, chef de l'opposition officielle, demande officiellement à la Gendarmerie royale du Canada d'ouvrir une enquête criminelle.

## Réaction internationale
L'OCDE se dit « préoccupée » et affirme suivre le dossier.